# SIAM SHADE V
『SIAM SHADE V』（シャムシェイド ファイブ）は、1998年12月2日に発売されたSIAM SHADEのメジャー4thアルバム（インディーズ時代と通算で5枚目）である。

## 概要
1998年2枚目のオリジナルアルバムであり、SIAM SHADEとしては短いインターバルでリリースされた。
週間チャートでの順位、売上は前作を下回ったものの、それでも前作に続き累計売上枚数は20万枚以上を記録している（22万枚）。
初回盤は、ミラーケース仕様。
今作から、これまでローマ字表記だった栄喜と淳士は表記が変更された。

## 収録曲
| 全作詞・作曲: SIAM SHADE、全編曲: SIAM SHADE・明石昌夫。 |                                           |            |            |      |
| #                                                        | タイトル                                  | 作詞       | 作曲・編曲 | 時間 |
| 1.                                                       | 「BLOW OUT」(原曲：DAITA／作詞：栄喜)     | SIAM SHADE | SIAM SHADE | 3:58 |
| 2.                                                       | 「MONKEY SCIENCE」(DAITA／作詞：栄喜)     | SIAM SHADE | SIAM SHADE | 2:26 |
| 3.                                                       | 「Wake up」(原曲：DAITA／作詞：栄喜)      | SIAM SHADE | SIAM SHADE | 3:59 |
| 4.                                                       | 「NEVER END」(原曲：DAITA／作詞：栄喜)    | SIAM SHADE | SIAM SHADE | 3:46 |
| 5.                                                       | 「DEAD SPACE」(原曲：DAITA／作詞：栄喜)   | SIAM SHADE | SIAM SHADE | 4:28 |
| 6.                                                       | 「Solomon's seal」(原曲：DAITA)           | SIAM SHADE | SIAM SHADE | 6:51 |
| 7.                                                       | 「Tears I Cried」(原曲詞：栄喜)           | SIAM SHADE | SIAM SHADE | 4:38 |
| 8.                                                       | 「知りたがり症候群」(原曲詞：KAZUMA)      | SIAM SHADE | SIAM SHADE | 3:46 |
| 9.                                                       | 「グレイシャルLOVE」(原曲詞：栄喜)        | SIAM SHADE | SIAM SHADE | 4:07 |
| 10.                                                      | 「警告」(原曲：淳士／作詞：栄喜)          | SIAM SHADE | SIAM SHADE | 4:32 |
| 11.                                                      | 「Dreams」(原曲：DAITA／作詞：栄喜)       | SIAM SHADE | SIAM SHADE | 3:54 |
| 12.                                                      | 「Grayish Wing」(原曲：DAITA／作詞：栄喜) | SIAM SHADE | SIAM SHADE | 4:09 |
| 合計時間:                                                | 合計時間:                                 | 50:34      |            |      |

### 楽曲解説
1. BLOW OUT
2. MONKEY SCIENCE
曲名は、ファンクラブ名『おさるの科学』から来ている。後に曲名と同じ表記になった。
ベストアルバム『SIAM SHADE XI COMPLETE BEST 〜HEART OF ROCK〜』の収録曲を決めるファン投票で19位を記録した。
同年の「全国高等学校バスケットボール選抜優勝大会」（田臥勇太が達成した日本バスケットボール史上初の「9冠」の9個目の試合）のテーマ曲としても使用されている。[2]
3. Wake up
ライブでは僅かな箇所だがKAZUMAもギターソロを弾いている。
4. NEVER END
9thシングル。
5. DEAD SPACE
6. Solomon's seal
インスト曲。6分50秒とSIAM SHADEの中で一番演奏時間が長い曲となった。
2000年に発売されたミニアルバム『SIAM SHADE VII』（韓国版限定）にも収録されている。また、ファンの投票によって収録が決定としていた2007年に発売されたベストアルバム『SIAM SHADE XI COMPLETE BEST 〜HEART OF ROCK〜』には、唯一ランク外ながらも収録されている。
タイトルは六芒星を表しており、CD付属の歌詞カードには六芒星のマークが記されている。
7. Tears I Cried
今作の中で唯一、バンドの音が使われておらず、SIAM SHADEとして初めてピアノとヴァイオリンの音で構成された曲。三柴理がピアノで参加している。
8. 知りたがり症候群
9. グレイシャルLOVE
7thシングル。
10. 警告
11. Dreams
8thシングル。シングル版とアレンジ等は変更されていないが、前曲と繋がっている。
12. Grayish Wing
歌詞は、亡きX JAPANのhideに捧げる曲として作られた。歌詞に登場する「鳥」は、hideを例えている。
『SIAM SHADE XI COMPLETE BEST 〜HEART OF ROCK〜』のファン投票で16位を記録した。
イントロ部分のピアノソロは、7曲目の「Tears I Cried」同様、三柴理によるものである。